# Mistrzostwa Wspólnoty Narodów w Zapasach 1991
4. Mistrzostwa wspólnoty narodów w zapasach rozgrywane były 18 października 1991 roku w nowozelandzkim mieście Dunedin.

## Tabela medalowa
Gospodarz zawodów został zaznaczony kolorem.
| Poz.    | Państwo       |    |    |   | Łącznie |
| 1       | Kanada        | 6  | 1  | 0 | 7       |
| 2       | Indie         | 3  | 1  | 5 | 9       |
| 3       | Cypr          | 1  | 1  | 0 | 2       |
| 4       | Nowa Zelandia | 0  | 3  | 3 | 6       |
| 5       | Anglia        | 0  | 3  | 0 | 3       |
| 6       | Australia     | 0  | 1  | 0 | 1       |
| 7       | Szkocja       | 0  | 0  | 1 | 1       |
| Łącznie | Łącznie       | 10 | 10 | 9 | 29      |

## Rezultaty

### Mężczyźni

#### Styl wolny
| Konkurencja         | Złoto              | Srebro           | Brąz                |
| Kategoria do 48 kg  | Ombir Singh        | David McBeth     | ----                |
| Kategoria do 52 kg  | Selwyn Tam         | Shane Stannett   | Anil Kumar          |
| Kategoria do 57 kg  | Walter McLean      | Ashok Kumar Garg | Paul Nedley         |
| Kategoria do 62 kg  | Paul Hughes        | Arut Parsekian   | Dharan Singh Dahiya |
| Kategoria do 68 kg  | Craig Roberts      | Shane Rigby      | Chris Quinlan       |
| Kategoria do 74 kg  | Ivannis Alhanasias | Fitz Walker      | Satyawan            |
| Kategoria do 82 kg  | Scott Bianco       | Shaun Morley     | Shamsher Singh      |
| Kategoria do 90 kg  | Sanjay Kumar       | Alf Wurr         | Grant Parker        |
| Kategoria do 100 kg | Gavin Carrow       | Gavin Avery      | Subhash Verma       |
| Kategoria do 130 kg | Appalai Shaikh     | Mick Pikos       | Mirosław Złotkowski |